# Višňové (kraj południowomorawski)
Višňové – gmina w Czechach, w powiecie Znojmo, w kraju południowomorawskim.
1 stycznia 2017 gminę zamieszkiwało 1080 osób, a ich średni wiek wynosił 43,8 roku.